# Lidia Borda
Lidia Borda (San Martín, 18 de abril de 1966) es una cantante de tangos y docente argentina.

## Primeros años
Su familia proviene de Lincoln (provincia de Buenos Aires).
Es la menor de varios hermanos músicos. Antes de decidirse a cantar estudió Bellas Artes y teatro. Estudia canto desde la adolescencia.

A los seis años me acuerdo de que escuchaba los discos de Pink Floyd que ponía mi hermano Alejandro, los de Mikis Theodorakis que traía Luis, a Mercedes Sosa por mi mamá, y mucho pero mucho tango en la casa de mi viejo.
Lidia Borda, entrevista

Cuando ella tenía 7 años, la banda Ave Rock ―en la que tocaba su hermano, el guitarrista Luis Borda― ensayaba en su casa de Caseros (provincia de Buenos Aires). Su padre la envió a estudiar canto con una maestra particular, que la introdujo en la música de cámara. Con el comienzo de la democracia (fines de 1983) empezó a visitar el teatro Babilonia, donde se presentaban Dalila y los Cometa Brass, Alejandro Urdapilleta y Humberto Tortonese. 

## Actividad profesional
A partir de esa época empezó a cantar jazz en una banda que integraban el pianista Patán Vidal y el guitarrista Juan Valentino, tocó con el armonicista Luis Robinson y el cantante Ricardo Tapia (antes de que integraran la Mississippi Blues Band). Armó el espectáculo Lidia Borda y los Moyanos, en el que mezclaba tango con jazz y blues. Gradualmente fue armando un repertorio de tangos.
Su primer viaje al exterior fue con el espectáculo Glorias porteñas, junto a Brian Chambouleyron, en reemplazo de Soledad Villamil.
En 1995 luego de haber transitado otros géneros musicales populares y clásicos, comenzó a dedicarse al tango con exclusividad.
En 1996 se lanzó su primer álbum, titulado Entre sueños, promovido por la discográfica La Placita. Contó con los arreglos y la dirección musical de sus hermanos Luis y Krichi.
- Rodolfo Gorosito, guitarra
- Antonio Pisano, bandoneón
- Gustavo Lianget, piano
- Pocho Palmer, bandoneón
- Hugo Sanz, contrabajo.[7]

Según sus propias declaraciones, el cantor tanguero Luis Cardei representó para ella una influencia decisiva.
Estudió canto con Nora Faiman.
Desde finales de los años noventa realiza giras internacionales por América y Europa. Participó en los festivales Grec (en España), Festival de Otoño (en Portugal), Citè de la Musique, y Chaillot (en Francia), Extremos do Mundo (en Portugal), Roma-Europa (en Italia), Lenguaje e Identidad (en el Instituto Goethe de Múnich, Alemania), Filarmónicos en Fiebre de Tango (en Dresde, Alemania), Bergen Festival (en Noruega), Festival Internacional de Danza y Teatro (en Perú), y el Festival Internacional de Tango (en Buenos Aires), entre otros. Además ha realizado numerosas presentaciones en distintas ciudades de Alemania junto al Luis Borda Cuarteto.
En 2002 participó como cantante representante de Latinoamérica, en la ceremonia de apertura de la Biblioteca de Alejandría, en Egipto.
Ese año grabó su segundo álbum, Tal vez será su voz, difundido por la discográfica Epsa, con acompañamiento de la orquesta típica El Arranque.
- Diego Schissi: piano y arreglos.
- Ramiro Gallo: arreglos para orquesta.
- Alejandro Swartz: arreglos para orquesta.[7]
- Ignacio Varchausky (de El Arranque): producción artística.[6]

En 2005 y 2015 recibió el premio Diploma al Mérito de la Fundación Konex en el rubro «cantante femenina de tango».

Yo tengo una voz aguda, y cuando empecé a cantar tangos parecía que lo único que se podía hacer era cantar con voz rasposa. Entonces mi voz no servía. La sensación era que tenías que tener calle y ser un poco reventado para cantar tango. La verdad es que yo fui bastante callejera pero no podía demostrarlo, porque mi voz era aguda. Ojo, después me empezó a gustar mi voz, me empecé a amigar con eso. Son cosas que forman parte de la vida, la aceptación de lo que uno es y lo que no es. A partir del descubrimiento de mi propia voz, empecé a trabajar en un registro y repertorio personal. Pero es algo fuerte aprender a tolerar la propia voz. Es algo mucho más amplio y profundo que lo que parece a simple vista.
Lidia Borda, entrevista

Ganó el Premio Gardel 2011 como «mejor artista femenina de tango» por su último disco, Manzi, caminos de barro y pampa.
En el año 2019 fue declarada Personalidad destacada de la cultura de la Provincia de Buenos Aires
En el año 2019 fue declarada como Ciudadana Ilustre de la Ciudad de Buenos Aires

## Vida privada
Tiene dos hijos: Manuel (1997) e Irene (2003).
Vive en el barrio Parque Patricios.

## Discografía
- 1997: "Entre sueños" - ACQUA RECORS
- 1999: "Patio de Tango" - Junto a Brian Chambouleyron y Esteban Morgado - EPSA MUSIC
- 2005: "Será una noche" - UNIÓN DE MÚSICOS INDEPENDIENTES
- 2008: "Ramito de Cedrón" (homenaje a Juan Carlos Tata Cedrón) - ACQUA RECORDS
- 2010: "Manzi, caminos de barro y pampa" - ACQUA RECORDS
- 2011: "Tal vez será su voz" (acompañada por la Orquesta El Arranque) - ACQUA RECORDS
- 2014: "Canciones de Atahualpa Yupanqui" - ACQUA RECORDS
- 2018: "Puñal de Sombra" - ACQUA RECORDS

## Participaciones en otros discos
- Hecho, de su hermano, el guitarrista y compositor Luis Borda.[14]
- Endemoniado, del guitarrista Esteban Morgado,
- Porto Alegre canta tangos y
- Buenos Aires Tango 2.
- Palo Pandolfo - Ritual Criollo (2008)

## Actuaciones[15]
- 1995
  - Ciclo junto a su hermano Luis Borda y Héctor del Curto (bandoneón) en diversos escenarios de la ciudad de Buenos Aires.
  - Ciclo junto al cantante Luis Cardei y al Luis Borda Cuarteto, en Foro Gandhi.

- 1996
  - Ciclo junto a los guitarristas Gabriel Kirschenbaum y Luis Borda, en Foro Gandhi.
  - Ciclo junto a Luis Cardei y Antonio Pisano, en el Club del Vino.
  - Desde el alma, obra integral de danza, música y teatro. Dirección de Luis Navalesi, dirección musical de Luis Borda, presentaciones en La Trastienda, y Foro Gandhi.

- 1997
  - Presentación del disco Entre sueños, en Foro Gandhi.
  - Veladas criollas, tango y folclore, junto a Liliana Herrero y Cristina Banegas, ciclo en el Club del Vino.

- 1999
  - Lidia Borda junto a Cruz Diablo y la orquesta El Arranque, ciclo en Foro Gandhi.
  - Patio de Tango. Espectáculo junto a Brian Chambouleyron y el cuarteto de Esteban Morgado, presentaciones en el ciclo
  - Verano Porteño, organizado por la Secretaría de Cultura de la Ciudad de Buenos Aires (en el Centro Cultural del Sur, el Centro Cultural Agronomía, el teatro Babilonia, y la Sala AB del Centro Cultural San Martín).
  - Lidia Borda y El Arranque en el ciclo Verano Porteño (Centro Cultural del Sur; Centro Cultural Torquato Tasso).
  - Lidia Borda y Cruz Diablo. en el ciclo Verano Porteño, en Foro Gandhi.
  - Glorias Porteñas. Se incorpora al elenco de la obra de la compañía Recuerdos son Recuerdos (La Trastienda; Sala AB del Centro Cultural San Martín).
  - Festival Internacional de Tango de la Ciudad de Buenos Aires. Presentaciones en Foro Gandhi.
  - Patio de Tango
  - Festival Porto Alegre Canta Tangos, en Porto Alegre (Brasil).
  - Glorias Porteñas
  - Francia. Festival de Teatro de Estrasburgo, Estrasburgo
  - Francia. Festival de Teatro Bayona-Biarritz, Bayona
  - Francia. Teatros de las Culturas del Mundo, París
  - «Lidia Borda y Luis Borda Cuarteto». Presentaciones en Alemania, en el salón Johannes-Lang-Haus (en Erfurt) y en la sala Las Bóvedas (en Colonia).

- 1998
  - «Veladas criollas», tango y folclore, junto a Liliana Herrero y Cristina Banegas, ciclo en el Club del Vino.
  - «Lidia Borda y Cruz Diablo», con Diego Schissi en piano y Facundo Bergalli en guitarra, ciclo en el Club del Vino.
  - Presentaciones en el marco del Primer Festival de Tango de la Ciudad de Buenos Aires.

- 2000
  - «Encuentro a Todo Tango». Durante este año integró junto a Diego Schissi, el prestigioso elenco de este espectáculo junto a los maestros Horacio Salgan; Ubaldo de Lío; el Trío de Néstor Marconi y el Nuevo Quinteto Real.
  - «Lidia Borda y Orquesta El Arranque» en el Centro Cultural Torquato Tasso.
  - Quinta Cumbre Mundial del Tango, en la ciudad de Rosario (provincia de Santa Fe).
  - «Glorias Porteñas»
  - Festival Extremos do Mundo. Teatro Taborda, en Lisboa (Portugal).
  - Tercer Festival Internacional de Danza y Teatro de Lima. Teatro Alzedo, en Lima (Perú).
  - «Lidia Borda y Luis Borda Cuarteto»
  - Encuentro «Lenguaje e Identidad», organizado por el Instituto Goethe, en Múnich (Alemania).
  - Filarmónicos en Fiebre de Tango, recital integrado por músicos de la Orquesta Filarmónica de Dresde y el guitarrista Luis Borda. Dresde (Alemania).
  - Salón Johannes-Lang-Haus, en Erfurt (Alemania).
  - «Patio de Tango».
  - Festival Roma - Europa. Teatro Nazionale, en Roma (Italia).
  - Presentaciones en las ciudades de Turín y Bolonia (Italia).

- 2001
  - Festival Internacional de Tango de la ciudad de Buenos Aires. Presentaciones en Foro Gandhi y Club del Vino.
  - Lidia Borda junto a Diego Schissi y Orquesta El Arranque; presentaciones en el Foro Gandhi.
  - Museo de Arte Hispanoamericano Isaac Fernández Blanco. Presentación junto a Diego Schissi.
  - Dimensión Tango
  - Espectáculo de música y danza. Gira por las ciudades alemanas de Colonia, Wuppertal, Münster, Duisburg, Hagen, Baden-Baden, Sindelfilgen, Karlsruhe, Frankfurt, Hannover, Bremen, Augsburg, Ulm, Essen, entre muchas otras.
  - Lidia Borda y Luis Borda Cuarteto.
  - Presentaciones en las ciudades de Erfurt, Salón Johannes-Lang-Haus (Berlín), sala Pasión Skirche y teatro Kleine-Georg-Elser-Halle (Múnich).
  - Festival Cité de la Musique, en París (Francia).
  - Festival Chaillot, en París (Francia).
  - Festival Grec, en Barcelona (España).
  - Presentación en el teatro Trindade, en Lisboa (Portugal).
  - Festival de Otoño, en el teatro Albéniz de Madrid (España).
  - Encuentro de Productores Artísticos del Mercosur, en Campo Grande (Brasil).

- 2002
  - Participa como única cantante del musical Tanguera, en el teatro El Nacional (Buenos Aires).
  - Festival Americartes, en el teatro Eisenhauer, del Lincoln Center, en la ciudad de Washington D. C. (Estados Unidos).
  - Bergen Tango Festival (Noruega).
  - Gira por Alemania y Austria. Lidia Borda junto al Cuarteto Luis Borda.
  - Junto a Diego Schissi, en la ceremonia de apertura de la Biblioteca de Alejandría (Egipto).

- 2003
  - Concierto de cierre en avenida Corrientes del V Festival de Tango de Buenos Aires.
  - Presentación del álbum Tal vez será su voz en La Trastienda.

- 2004
  - Presentación del álbum Tal vez será su voz en La Trastienda. Músicos invitados Juan Falú y Diego Rolón.
  - Ciclo junto a Daniel Godfrid; músicos invitados Diego Rolón y Luis Borda. En Notorius Gandhi.
  - Festival de Tango de Buenos Aires, presentaciones en el Teatro Regio.
  - Presentaciones en la sala Lavardén de la ciudad de Rosario.
  - Presentaciones en la Sala Luz y Fuerza de la ciudad de La Plata (provincia de Buenos Aires).
  - Sociedad de Distribuidores de Diarios y Revistas.
  - Club Jorge Newbery, en la ciudad de Lincoln (provincia de Buenos Aires).
  - Ciclo de los sábados en La Revuelta.
  - Presentaciones en el Centro Cultural Torcuato Tasso.
  - Integra el elenco desde diciembre como cantante invitada junto a la Orquesta El Arranque, en Madero Tango.

- 2006
  - Centro Cultural Torcuato Tasso. Junto a Ariel Ardit con Daniel Godfrid, Ariel Argañaraz y Jorge Giuliano.
  - Clásica y Moderna, ciclo de Viernes junto a Daniel Godfrid y Ariel Argañaraz con invitados: Cristina Banegas; Franco Luciani y Nelly Prince; Gabriela Torres; Ariel Ardit; Liliana Herrero; Ramiro Gallo; Luis Borda.
  - Club del Vino, invitada de Orquesta El Arranque.
  - La Casa del Tango, Rosario, Pcia. De Santa Fe, junto a Daniel Godfrid y Ariel Argañaraz.
  - Centro Cultural Torcuato Tasso ciclo junto al cantante Ariel Ardit con Ariel Argañaraz y Daniel Godfrid.
  - Centro de Distribución de Diarios, Revistas y Afines, Auditorio Página/12, presentación organizada por el diario Página/12 junto a Ariel Argañaraz.
  - Presentaciones en el ciclo Raras Partituras junto al Ramiro Gallo Quinteto, en la Biblioteca Nacional.
  - Junto a Daniel Godfrid y Ariel Argañaraz; en el Centro Cultural Caras y Caretas.
  - Invitada del cantante Brian Chambuleyron, en La Vaca Profana.
  - Invitada de Esteban Morgado y Leo Sujatovich, en el Café Homero.
  - Junto con la Orquesta Juan de Dios Filiberto, en el Teatro Nacional Cervantes (Buenos Aires).
  - Ciclo junto a Daniel Godfrid en piano, Ariel Argañaraz y Diego Rolón en guitarras; en el Centro Cultural Torcuato Tasso.
  - Forma parte del elenco artístico de Madero Tango, junto a la Orquesta El Arranque.
  - Ciclo de Sábados junto a Daniel Godfrid y Ariel Argañaraz; en Clásica y Moderna.
  - Única cantante invitada a la presentación del audiovisual de Susana Rinaldi; en Clásica y Moderna.
  - Mundial de Tango, presentaciones en La Rural junto a Franco Luciani en armónica.
  - «Sean unidos…», presentación junto a Luis Borda en el Centro Municipal de Exposiciones.
  - Junto a Luis Borda Ensemble; CC Neue Shmiede, en Bielefeld (Alemania).
  - Glashaus en el Castillo Derneburg, en Heidesheim (Alemania).
  - Kunstsalon (Salón del Arte), en Colonia, Alemania.
  - Chez Isabelle Bader Thomery (Francia).
  - Varias presentaciones junto a la Orquesta Vale Tango en el Teatro Chaillot, en París (Francia).
  - Varias presentaciones en Chez Isabelle Bader 149, Rue du General de Segur 77810, Thomery (Francia).
  - Lidia Borda y Luis Borda Ensamble, en KunstSalon, en Colonia (Alemania)
  - Lidia Borda y Luis Borda Ensamble; en el Galsshaus del Castillo Derneburg, Holle Heidesheim (Alemania).[16]
  - Centro Cultural Neve Schmiede Lidia Borda y Luis Borda Ensamble; en Bielefeld (Alemania).
  - Junto a la Orquesta Escuela de Tango dirigida por Emilio Balcarce; en el Auditórium de la Sala Petrassi, de Roma (Italia).
  - Junto al Ramiro Gallo Quinteto, en el Auditórium de la Sala Sinópoli, de Roma (Italia).

- 2005
  - Con Daniel Godfrid y Diego Rolón; en La Revuelta.
  - VII Festival Internacional de Tango de la Ciudad de Buenos Aires, junto al Luis Borda Cuarteto. Teatro Presidente Alvear.
  - Veladas Criollas, junto a Liliana Herrero y Cristina Banegas en Madero Tango.
  - Fiesta del 10.º Aniversario del Canal Solo Tango. Presentación junto a Daniel Godfrid en El Dorrego.
  - Penal de Olmos (provincia de Buenos Aires), auspiciada por la Secretaría de Cultura del Gobierno de la Provincia de Buenos Aires.
  - Espectáculo junto a Esteban Morgado y Ligia Piro, en La Trastienda.
  - En la Unidad Penal N.º 12, en el barrio Joaquín Gorina (La Plata), auspiciada por la Secretaría de Cultura de la Provincia de Buenos Aires.
  - Actuaciones junto a la Orquesta del Tango de la Ciudad de Buenos Aires, dirigida por Pablo Mainetti. En el Teatro Regio y el Congreso de la Nación.
  - Junto al Quinteto de Ramiro Gallo, en La Revuelta.
  - Junto a Daniel Godfrid y Diego Rolón. En La Trastienda.
  - Junto a Ariel Ardit con Daniel Godfrid y Jorge Giuliano. En el Centro Cultural Torcuato Tasso
  - Ciclo junto a Daniel Godfrid, con artistas invitados: Cristina Banegas; Ariel Ardit; Ramiro Gallo; Lucía Ramírez; Ariel Argañaraz; y Franco Luciani. En Clásica y Moderna.
  - Junto a Ariel Argañaraz, Daniel Godfrid y Jorge Giuliano. En el Centro Cultural Torcuato Tasso
  - «Veladas Criollas», junto a Cristina Banegas y Liliana Herrero.
  - «Patio de Tango», junto a Brian Chambouleyron y Esteban Morgado.
  - Junto a Diego Rolón. En el Centro Cultural Centeya.
  - Desde diciembre de 2004 integra el elenco de Madero Tango como cantante invitada, junto a la orquesta El Arranque.
  - Lidia celebra diez años con el tango, con amigos e invitados especiales. En La Trastienda.
  - Lustspielhause, en Múnich.
  - Esquina del Tango, en Erfurt.
  - Castillo de Kalling, en Dorfen.
  - Club de La Unión, junto a Daniel Godfrid y Alejandro Bruschini en Quito (Ecuador).
  - Lidia Borda y Luis Borda Ensemble; gira en Alemania.

- 2007
  - Clásica y Moderna, ciclo junto a Daniel Godfrid en piano Ariel Argañaraz en guitarra y Franco Luciani en Armónica.
  - Centro Cultural Caras y Caretas, junto a Daniel Godfrid en piano Ariel Argañaraz.
  - Centro Cultural Torcuato Tasso, ciclo junto al cantante Ariel Ardit, con Daniel Godfrid y Ariel Argañaraz.
  - «Cafés Culturales», Las Heras y Los Antiguos (provincia de Santa Cruz). Presentaciones en el ciclo auspiciado por la Secretaría de Cultura de la Nación, junto a Daniel Godfrid en piano.
  - Invitada al ciclo del Tata Cedrón; en el Bar Tuñón.
  - Festival de Cine de Mar del Plata, junto al Ramiro Gallo Quinteto.
  - Festival de Cine de Mar del Plata, junto a la Orquesta Escuela dirigida por Emilio Balcarce.
  - IX Festival Buenos Aires Tango, presentación junto a Daniel Godfrid y Ariel Argañaraz, en La Rural.
  - Ciclo junto a Daniel Godfrid en piano y Ariel Argañaraz en guitarra; en Clásica y Moderna.
  - Parque Avellaneda junto a Daniel Godfrid. Auspiciado por la Dirección Nacional de Música
  - Presentación del film 12 tangos, adiós Buenos Aires junto a Luis Borda Ensemble, en el Forum Rum, en Innsbruck (Austria).
  - Junto a Luis Borda Ensemble; Haus der Begegnung, en Innsbruck (Austria).
  - Presentación del film 12 tangos, adiós Buenos Aires, junto al Luis Borda Ensemble; Leokino, en Innsbruck (Austria).
  - Salzburgo, Austria, Salzburger Filmkulturzentrum Presentación del film 12 tangos, adiós Buenos Aires, junto al Luis Borda Ensemble.
  - Instituto Cervantes, de Múnich (Alemania).
  - Invitada de Marcelo Mercadante, en la presentación del disco Suburbios del alma, en el Auditorio Barcelona, en Barcelona (España).
  - 29 de marzo: Múnich (Alemania).
  - 23 a 25 de marzo: Innsbruck (Austria), junto al Luis Borda Ensamble

- 2008

- 1º Festival Latinoamericano por los Derechos, la Vida y la Salud de las Mujeres, Teatro Coliseo presentación junto a Luis Borda.En el Día Internacional de los Derechos Humanos, la Campaña Nacional por el Derecho al Aborto Legal, Seguro y Gratuito. Participaron también Liliana Felipe y Jesusa Rodríguez (México), Chiqui Ledesma junto a María y Cosecha, Mariana Baraj y otros artistas invitados.
  - Ciclo de sábados de diciembre, junto a Daniel Godfrid en piano y Ariel Argañaraz en guitarra; en Clásica y Moderna.
  - Recital y charla «Las pequeñas historias del tango», en el Café Cultura Nación, en el Centro Cultural Del Otro Lado.
  - Recital y charla ilustrada Manzi, política y tango, junto al historiador Norberto Galasso; en el Instituto Nacional de Musicología Carlos Vega.
  - V Festival de Tango en el Tasso, Centro Cultural Torquato Tasso compartiendo escenario junto a Daniel Godfrid en piano y Ariel Argañaraz en guitarra. Invitado especial Luis Borda
  - Celebración de los 70 años de la librería Clásica y Moderna junto a varios artistas, en la plaza Rodríguez Peña (Callao entre Paraguay y Marcelo T. de Alvear).
  - La Noche de los Museos, Ministerio de Defensa, Edificio Libertador presentación junto a Daniel Godfrid y Ariel Argañaraz.
  - Concierto de presentación del álbum de Luis Borda Chicas de otros barrios. Luis Borda Ensemble + Ensamble "Cuerdas Nuevas"; en la Escuela de Altos Estudios Musicales de Múnich (Alemania).
  - Presentación privada con Luis Borda Ensemble + Bailarines: Gisela Galeassi & Gaspar Godoy / Gastón Godoy & María José Rodríguez / Mayra Galante & Silvio Grand; en Frankfurt (Alemania).
  - Una Noche en Buenos Aires (septiembre) con Luis Borda Ensemble y bailarines: Gisela Galeassi & Gaspar Godoy; Forum Friedrichsdorf (Alemania).
  - Una Noche en Buenos Aires con Luis Borda Ensemble y bailarines: Gisela Galeassi & Gaspar Godoy; en Kaisersaal, Erfurt (Alemania).
  - Concierto presentación del álbum de Luis Borda Chicas de otros barrios, con bailarines: Gisela Galeassi & Gaspar Godoy; en Engelbrot, Berlín (Alemania).
  - "Los Borda" en dúo con Luis Borda; Die Linse Weingarten, Bayern (Alemania).
  - 10.º Festival de Tango, Teatro IFT presentación de Ramito de Cedrón, con Daniel Godfrid (piano), Ariel Argañaraz (guitarra), Diego Rolón (guitarra), Paula Pomeraniec (chelo) y Franco Exertier (percusión).
  - Centro Cultural Torquato Tasso, presentación de nuevo disco "Ramito de Cedrón". Junto a Daniel Godfrid (piano), Ariel Argañaraz (guitarra), Diego Rolón (guitarra), Paula Pomeraniec (chelo) y músicos invitados.
  - Espacio Cultural Julián Centeya. Festejos por la semana del barrio de Boedo.
  - Centro Cultural Torquato Tasso como invitada del Sexteto Mayor
  - Espacio Cultural Nuestros Hijos, Asociación Madres de Plaza de Mayo.
  - Ciclo Noches de Tango, en el Teatro Municipal de Morón (Buenos Aires).
  - Centro Cultural Torquato Tasso Junto a Daniel Godfrid (piano) y Ariel Argañaraz (guitarra).
  - La Reunión: Los Borda en el Tasso, en dúo con Luis Borda (únicas funciones en Buenos Aires). Grabación de un disco a dúo en vivo.

- 2009
  - Clásica y Moderna Ciclo de sábados de septiembre, octubre, noviembre y diciembre, junto a Daniel Godfrid en piano y Ariel Argañaraz en guitarra.
  - Peña "De La Candelaria" en Adrogué. Junto a Daniel Godfrid en piano y Ariel Argañaraz en guitarra.
  - Concierto-milonga junto a Daniel Godfrid en piano y Ariel Argañaraz en guitarra; en el bar Shakespeare, de Rosario (Santa Fe).
  - Festival Pitucos y Malevas, junto a Tata Cedrón y Ariel Argañaraz. En No Avestruz.
  - Como invitada de su hermano Luis Borda en la presentación de su disco Chicas de otros barrios. Centro Cultural Torquato Tasso.
  - Invitada de la orquesta El Arranque; La Viruta
  - Festival San Isidro Tango – Festival Y Milonga En Teatro De La Cova en Teatro de La Cova junto a los músicos Pablo Fraguela en piano, Ariel Argañaraz en guitarra y Paula Pomeraniec en chelo.
  - Acompañada por Daniel Godfrid en piano y Ariel Argañaraz en guitarra. Ciudad Vieja (La Plata).
  - Centro Cultural Torquato Tasso, sigue presentando su último disco Ramito de Cedrón, junto a Daniel Godfrid en piano, Ariel Argañaraz y Diego Rolón en guitarras, Paula Pomeraniec en chelo y músicos invitados.
  - Presentación del espectáculo de cine-música Perdón, viejita, bajo la dirección musical de Santiago Chotsourian. Salón Siranush, Colegio Armenio de Buenos Aires.
  - Invitada en la presentación del disco "Suburbios del alma" de Marcelo Mercadante, donde también participó la cantante Martirio, el cantaor Miguel Poveda y artistas invitados. Teatro Español, Madrid (España).
  - Invitada de Bardos Cadeneros, quienes presentaron el disco Las líneas de tu mano. Clásica y Moderna.
  - Mayo, como invitada de Esteban Morgado. Clásica y Moderna
  - Presentación del espectáculo cine-música Perdón, viejita. Teatro Maipo.
  - Ciclo de sábados, junto a Daniel Godfrid en piano y Ariel Argañaraz en guitarra; en La Biblioteca Café.
  - Sala Zitarrosa, Montevideo, Uruguay Abril presentación de su último disco Ramito de Cedrón, junto a Daniel Godfrid en piano, Ariel Argañaraz y Paula Pomeraniec en chelo.[17]

- 2012
  - Se presenta en la décima edición del Festival de Tango en el Borda ―bajo la consigna «En Defensa del Hospital Público»―, junto con La Chicana, el Conjunto Falopa, Babel Orkesta, Pablo Dacal y Alfredo Piro, en el Hospital Borda.[18]

Lo que más me gusta de salir de gira es volver.
Lidia Borda

## Filmografía
- 12 Tangos - Pasaje de regreso a Buenos Aires (2005)